# Deporte en Curazao

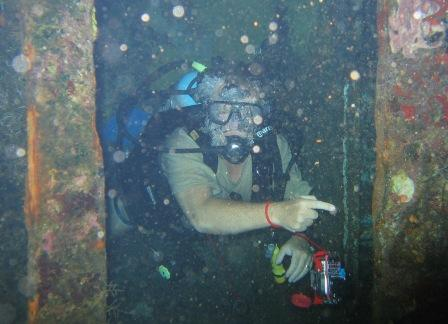
El buceo es popular en la isla.

Como en algunas partes del Caribe, uno de los deportes más populares de la isla es el béisbol, teniendo incluso durante muchos años una selección propia disputando la Copa Mundial de Béisbol con el nombre de Antillas Neerlandesas, hasta que el Reino de los Países Bajos disolvió en 2010 el territorio; sin embargo, desde 2006 los jugadores curazoleños viene participando, junto a los de Aruba, con la selección nacional de Holanda en el Clásico Mundial de Béisbol, participando también de la última versión de la Copa Mundial en 2011, donde quedaron campeones. Shairon Martis, nacido en Willemstad, fue el más destacado de ese primer torneo del Clásico Mundial de Béisbol lanzando en siete entradas un no-hitter contra Panamá (el juego fue parado debido a la regla de misericordia). Además, el Gran jugador de la Liga de las Estrellas fue Andruw Jones, quien es un nativo de Curazao. 
El territorio cuenta desde 2011 con su propia selección de fútbol, tomando la herencia de la antigua selección de las Antillas Neerlandesas. El estadio Ergilio Hato (también conocido en papiamento como Sentro Deportivo Korsou, SDK) ubicado en Willemstad es la instalación deportiva más grande del país con una capacidad para 15 mil espectadores, fue llamado así en honor de un destacado jugador de fútbol local. Por su clima en la isla se practican también otros deportes relacionados con actividades turísticas como el windsurfing, y el buceo.
Durante los últimos ocho años el equipo de béisbol con base en Willemstad ha recorrido todo el camino a la Serie Mundial de Pequeñas Ligas en Williamsport, Pensilvania, (Estados Unidos). El equipo cuenta con jugadores de edades de entre 11 y 12 años que tienen la oportunidad de representar a la región del Caribe. En 2004, el equipo de Willemstad, Curazao ganó el partido por el título contra el campeón de los Estados Unidos de Thousand Oaks, California. Al año siguiente el equipo de Curazao regreso de nuevo al campeonato, pero fueron derrotados por Ewa Beach, Hawái, después de que Michael Memea bateó un cuadrangular de despegue a pie para ganar el juego por el título de Hawái. En 2007 el equipo perdió ante Japón en el juego de campeonato internacional.
Los vientos alisios y el agua tibia de Curazao lo hacen una muy buena ubicación para practicar surf, a pesar de que en las cercanas islas de Aruba y Bonaire es mucho más conocido el deporte. Un factor que incide en esto es que las aguas profundas alrededor de Curazao se hace difícil establecer marcas para los eventos de windsurfing, lo que dificulta el éxito de la isla como un destino de windsurf. Del mismo modo, el agua limpia y caliente alrededor de la isla de Curazao lo hace una meca para el buceo.